# Borderlands 4
Borderlands 4 (укр. Прикордоння 4) — майбутня відеогра жанру шутера від першої особи, розроблена Gearbox Software та видана 2K. Це пряме продовження Borderlands 3 (2019) і п'ята гра в серії Borderlands. Випуск гри запланований на 2025 рік для Windows, PlayStation 5, Xbox Series X і Xbox Series S.

## Ігровий процес
Як і попередні частини, ця гра є шутером від першої особи з елементами збиральництва та елементами, які зазвичай зустрічаються в рольових іграх. Розробники описували гру як «безшовний світ», що означає, що при переході між локаціями гравці не бачитимуть екран завантаження. У Borderlands 4 представлені нові транспортні засоби та поперечні інструменти, такі як абордажна кішка. У гру можна грати самостійно або спільно з трьома іншими гравцями.

## Синопсис
Місяць Пандори Елпіс, після того, як Ліліт телепортувала його за допомогою сили Сирени, зруйнував захисний бар'єр планети Кайрос. У Borderlands 4 гравці беруть на себе роль Мисливця за Сховищем, який повинен очолити опір проти безжального диктатора, на ім'я Хранитель Часу, та його армії синтетичних послідовників, названої Орденом на Кайросі, в пошуках «таємних інопланетних скарбів».